# Jacobus Sterkens
Jacobus Sterkens (Princenhage, 15 juni 1889 – Den Haag, 9 april 1961) was een Nederlands burgemeester.
Sterkens was vanaf 1 januari 1942 de eerste burgemeester van Beek. Daarvoor was hij sinds 1922 gemeentesecretaris van de destijds zelfstandige gemeente Princenhage. Tot het aantreden van Sterkens in 1942 viel Beek nog onder de gemeente Princenhage.
Na de bevrijding in 1945 werd Sterkens beschuldigd van samenwerking met de Duitsers. Op advies van de Zuiveringscommissie kreeg Sterkens in 1946 eervol ontslag vanwege zijn te slappe en meegaande houding; hij zou zich als burgemeester te weinig tegen de bezetter verzet hebben. Sterkens was het daar niet mee eens en deed al het mogelijke om eerherstel te krijgen en de intrekking van het ontslag te bewerkstelligen. Na zeven jaar strijd volgde in 1952 de bijna volledige rehabilitatie van Sterkens. Tot aan zijn dood, in 1961, ontving hij wachtgeld.
De naam Beek werd in 1951, dus vijf jaar na het ontslag van Sterkens, veranderd in Prinsenbeek. Sinds de gemeentelijke herindeling op 1 januari 1997 valt Prinsenbeek onder de gemeente Breda.
Sterkens overleed op 9 april 1961 en is begraven op de begraafplaats van de Sint Martinuskerk in Princenhage.